# Xã Herdland, Quận Clay, Iowa
Xã Herdland (tiếng Anh: Herdland Township) là một xã thuộc quận Clay, tiểu bang Iowa, Hoa Kỳ. Năm 2010, dân số của xã này là 162 người.